# NGC 609
NGC 609 est un amas ouvert situé dans la constellation de Cassiopée. 
Il a été découvert par l'astronome prussien Heinrich d'Arrest en 1787.
Selon la classification des amas ouverts, NGC 609 renferme plus d'une centaine d'étoiles (la lettre r) dont les magnitudes sont très différentes (le chiffre 3). La concentration d'étoiles est moyennement élevée (II).